# 17982 Симакміллан
17982 Симакміллан (17982 Simcmillan) — астероїд головного поясу, відкритий 10 травня 1999 року.
Тіссеранів параметр щодо Юпітера — 3,568.